# Grahamia
Grahamia es un género de plantas de la familia Anacampserotaceae. Es originario de Sudamérica.

## Taxonomía
Grahamia fue descrito por Gillies ex Hook. & Arn. y publicado en Botanical Miscellany 3: 331. 1833. La especie tipo es: Grahamia bracteata Gillies ex Hook. 

## Especies aceptadas
A continuación se brinda un listado de las especies del género Grahamia aceptadas hasta mayo de 2012, ordenadas alfabéticamente. Para cada una se indica el nombre binomial seguido del autor, abreviado según las convenciones y usos:
- Grahamia australiana (J.M.Black) G.D.Rowley
- Grahamia bracteata Gillies ex Hook. & Arn.
- Grahamia coahuilensis (S.Watson) G.D.Rowley
- Grahamia frutescens (A.Gray) G.D.Rowley
- Grahamia kurtzii (Bacig.) G.D.Rowley
- Grahamia palmeri (Brandegee) Nyananyo & Heywood
- Grahamia vulcanensis (Añon) G.D.Rowley